# New York City I
Pour les articles homonymes, voir New York (homonymie).
New York City I est un tableau réalisé par le peintre néerlandais Piet Mondrian en 1941. Cette huile sur toile agrémentée de papier est conservée au sein de la Kunstsammlung Nordrhein-Westfalen, à Düsseldorf, où elle est accrochée à l'envers.